# Jocs Olímpics d'Estiu de 1956
Els Jocs Olímpics d'Estiu 1956, oficialment anomenats Jocs Olímpics de la XVI Olimpíada, es van celebrar a la ciutat de Melbourne (Austràlia) entre els dies 22 de novembre i 8 de desembre de 1956. En aquests Jocs hi van participar 3.314 esportistes (2.938 homes i 376 dones) de 72 comitès nacionals competint en 17 esports i 145 especialitats.
La competició eqüestre no es portà a terme en aquell país a causa de les regles de quarantena, traslladant-se a Estocolm (Suècia). Els actes desenvolupats en aquella ciutat foren inaugurats per Gustau VI Adolf de Suècia i es realitzaren entre els dies 11 i 17 de juny de 1956. Fou la primera ocasió que els Jocs Olímpics es disputaren a l'hemisferi sud i la segona on dues proves d'uns mateixos Jocs es disputaren en països diferents (en els Jocs Olímpics d'Estiu de 1920 realitzats a la ciutat belga d'Anvers una prova de vela es realitzà en aigües neerlandeses per les males condicions de l'aigua).

## Antecedents
En la 43a Sessió del Comitè Olímpic Internacional (COI) realitzada el 28 d'abril de 1949 a la ciutat de Roma (Itàlia) la ciutat de Melbourne fou escollida seu dels Jocs Olímpics d'estiu de 1956:
| Votacions 1956         | Votacions 1956 | Votacions 1956 | Votacions 1956 | Votacions 1956 | Votacions 1956 | Votacions 1956 |
| ---------------------- | -------------- | -------------- | -------------- | -------------- | -------------- | -------------- |
| Ciutat                 | Comitè Olímpic | Ronda 1        | Ronda 2        | Ronda 3        | Ronda 4        |                |
| Melbourne              | Austràlia      | 14             | 18             | 19             | 21             |                |
| Buenos Aires           | Argentina      | 9              | 12             | 13             | 20             |                |
| Los Angeles            | United States  | 5              | 4              | 5              | -              |                |
| Detroit                | United States  | 2              | 4              | 4              | -              |                |
| Ciutat de Mèxic        | Mexico         | 9              | 3              | -              | -              |                |
| Chicago                | United States  | 1              | -              | -              | -              |                |
| Minneapolis-Saint Paul | United States  | 1              | -              | -              | -              |                |
| Filadèlfia             | United States  | 1              | -              | -              | -              |                |
| San Francisco          | United States  | -              | -              | -              | -              |                |

## Comitès participants

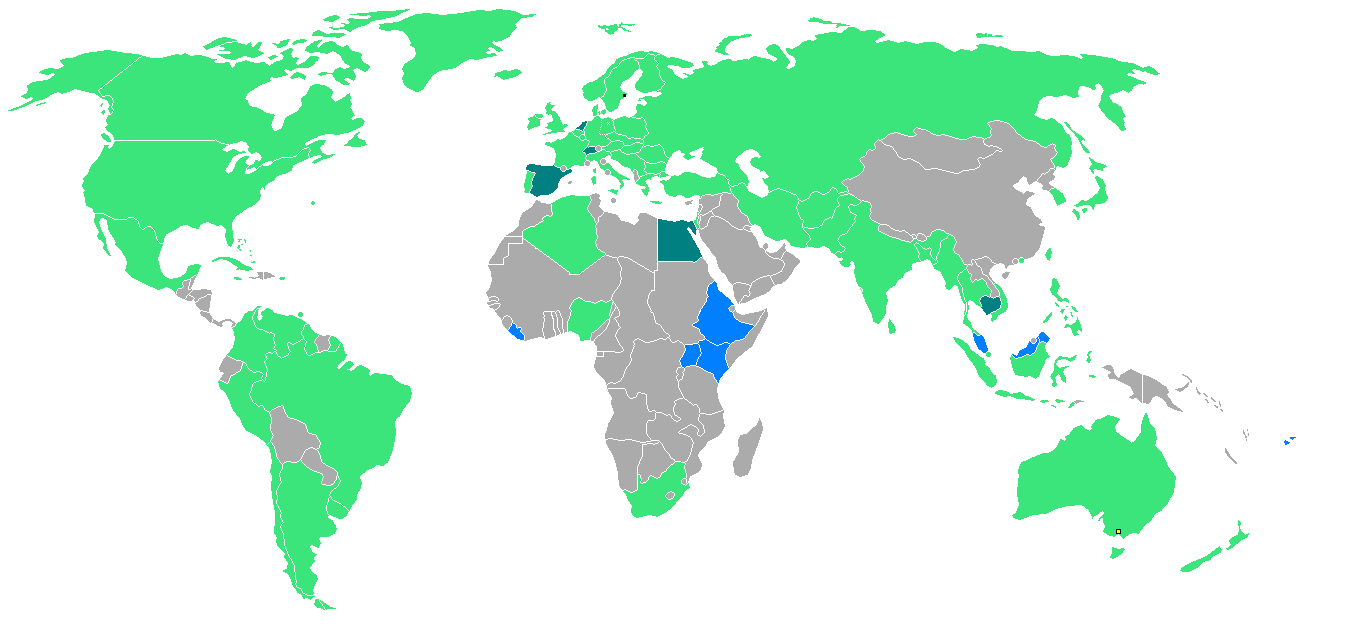
Països participants en els Jocs Olímpics de 1956. Les nacions sombrejades de color blau participaren per primera vegada en aquests jocs..

En aquests Jocs participaren un total de 67 comitès nacionals diferents, fent-ho per primera vegada Borneo Septentrional (avui en dia part de Malàisia), Etiòpia, Fidji, Kenya, Libèria, Malàisia i Uganda. Alemanya novament perticipà sota un mateix equip.
Deixaren de participar les Antilles Neerlandeses, Costa d'Or, Guatemala, Líban, Liechtenstein, Mònaco, Saar i la República Popular de la Xina.
Per la seva part retornaren Afganistan, Colòmbia, Perú i la República de la Xina (Taiwan).
| - Afganistan (12) - Alemanya (158) - Argentina (28) - Austràlia (294) - Àustria (29) - Bahames (4) - Bèlgica (54) - Bermudes (3) - Borneo Septentrional (2) - Brasil (44) - Birmània (11) - Bulgària (44) - Canadà (92) - Ceilan (3) - Colòmbia (26) - Corea del Sud (35) - Cuba (16) - Dinamarca (31) - Estats Units (297) - Etiòpia (12) - Fidji (5) - Filipines (39) - Finlàndia (64) | - França (137) - Grècia (13) - Guyana Britànica (4) - Hong Kong (2) - Hongria (108) - Índia (59) - Indonèsia (22) - Iran (17) - Irlanda (12) - Islàndia (2) - Israel (3) - Itàlia (129) - Iugoslàvia (35) - Jamaica (6) - Japó (110) - Kenya (25) - Libèria (4) - Luxemburg (11) - Malaca (32) - Mexico (24) - Nova Zelanda (51) - Nigèria (10) - Noruega (18) | - Pakistan (55) - Perú (8) - Polònia (64) - Portugal (5) - Puerto Rico (10) - Regne Unit (189) - Romania (44) - Singapur (49) - Suècia (88) - Sud-àfrica (50) - Tailàndia (38) - Trinitat i Tobago (6) - Turquia (13) - Txecoslovàquia (63) - Uganda (3) - Unió Soviètica (272) - Uruguai (21) - Veneçuela (19) - Vietnam (6) - Xile (33) - Xina (21) |

Cinc nacions refusaren participar en les proves realitzades a Austràlia però acceptaren participar en les proves eqüestres d'Estocolm:
- Cambodja (2)
- Egipte (3)
- Espanya (9)
- Països Baixos (1)
- Suïssa (9)

## Esports disputats
En aquests Jocs Olímpics es diputaren 145 proves de 17 esports diferents:

## Seus
Melbourne
- Broadmeadows – Ciclisme (carretera)
- Hockey Field – Hoquei sobre herba
- Lake Wendouree – Piragüisme i rem
- Melbourne Cricket Ground – Atletisme, hoquei sobre herba (final) i futbol (final)
- Oaklands Hunt Club – Pentatló modern (cross i hípica)
- Olympic Park Stadium – Futbol
- Port Phillip – Sailing
- Royal Australian Air Foce, Laverton Air Base – Tir olímpic (escopeta)
- Royal Exhibition Building – Bàsaquet (final), halterofília, lluita i pentatló modern (esgrima)
- St Kilda Town Hall – Esgrima
- Swimming/Diving Stadium – Natació, pentatló modern (natació), salts i waterpolo
- Velòdrom – Ciclisme (pista)
- West Melbourne Stadium – Bàsquet, boxa i gimnàstica
- Williamstown – Pentatló modern (tir olímpic) i tir olímpic (pistola i rifle)

Estocolm
- Lill-Jansskogen – Hípica (concurs complet)
- Estadi Olímpic – Hípica (doma, concurs complet i salts)
- Ulriksdal – Hípica (concurs complet)

## Aspectes destacats

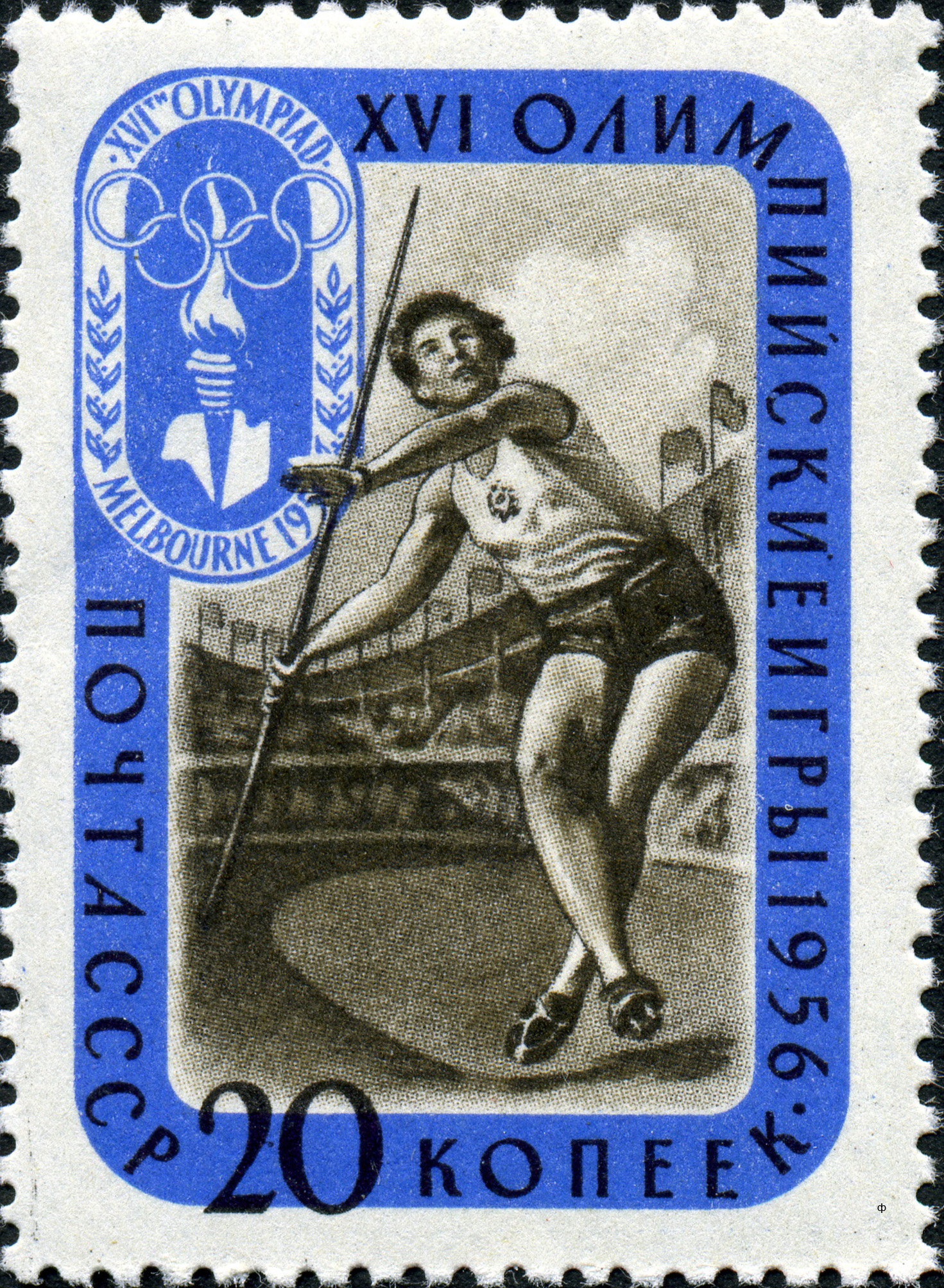
Segell postal editat en commemoració dels Jocs Olímpics d'estiu de 1956 a la Unió Soviètica.

- Com que Melbourne està a l'hemisferi sud, els Jocs se celebraren en dates posteriors a les acostumades a l'hemisferi nord.
- Dos successos internacionals ocasionaren boicots. El primer fou la participació dels britànics i francesos a la Crisi de Suez, produint l'absència d'Egipte, Líban i Iraq. El tractament de la revolució hongaresa per part de la Unió Soviètica impedí la participació d'Espanya, Països Baixos i Suïssa. Hongria i la Unió Soviètica participaren, el que comportà tenses situacions en competició, com un partit de waterpolo molt disputat i violent entre ambdues nacions, l'anomenat Incident del bany sagnant de Melbourne. Un total de 45 hongaresos s'exiliaren a Occident després dels Jocs. Un tercer boicot derivà de la República Popular de la Xina, en protesta per la presència de la República de la Xina (amb el nom de Taiwan).
- Després de ser exclosos dels Jocs Olímpics de Londres (1948), un equip d'atletes d'Alemanya Occidental formà part en els de 1952. Aquest any, atletes d'ambdues Alemanyes competiren en un equip combinat. Aquesta col·laboració no es donà en els Jocs Olímpics de Mèxic (1968).
- La corredora Betty Cuthbert es converteix en la Noia Daurada en guanyar tres medalles d'or en pista, fita igualada per l'atleta Bobby Joe Morrow.
- Un altre australià, Murray Rose, també guanya tres ors en natació.
- El corredor soviètic Vladimir Kuts guanya els 5.000 i els 10.000 m.
- Comença una tradició olímpic inspirada per l'adolescent australià John Wing, en la que atletes de diferents nacions poden desfilar junts a la cerimònia de clausura en lloc de fer-ho amb els seus equips nacionals, com a símbol d'unitat mundial: "Durant els Jocs només hi haurà una nació". S'oblidarà la guerra, la política i les nacionalitats. Què més podria desitjar un si el món fos una sola nació?" (Extracte d'una carta de John Ian Wing als organitzadors de les Olímpiades, 1956).
- Van tenir el sobrenom dels Jocs Amistosos.

## Medaller
Deu nacions amb més medalles en els Jocs Olímpics de 1956. País amfitrió ressaltat.
| Jocs Olímpics d'estiu 1956 | Jocs Olímpics d'estiu 1956 | Jocs Olímpics d'estiu 1956 | Jocs Olímpics d'estiu 1956 | Jocs Olímpics d'estiu 1956 | Anells Olímpics |
| Posició                    | País                       | Or                         | Plata                      | Bronze                     | Total           |
| 1                          | Unió Soviètica             | 37                         | 29                         | 32                         | 98              |
| 2                          | Estats Units               | 32                         | 25                         | 17                         | 74              |
| 3                          | Austràlia                  | 13                         | 8                          | 14                         | 35              |
| 4                          | Hongria                    | 9                          | 10                         | 7                          | 26              |
| 5                          | Itàlia                     | 8                          | 8                          | 9                          | 25              |
| 6                          | Suècia                     | 8                          | 5                          | 6                          | 19              |
| 7                          | Alemanya                   | 6                          | 13                         | 7                          | 26              |
| 8                          | Regne Unit                 | 6                          | 7                          | 11                         | 24              |
| 9                          | Romania                    | 5                          | 3                          | 5                          | 13              |
| 10                         | Japó                       | 4                          | 10                         | 5                          | 19              |

### Medallistes més guardonats
Categoria masculina
| Nom              | CON            | Disciplina | Or | Plata | Bronze | Total |
| Víktor Txukarin  | Unió Soviètica | Gimnàstica | 3  | 1     | 1      | 5     |
| Takashi Ono      | Japó           | Gimnàstica | 1  | 3     | 1      | 5     |
| Valentin Muratov | Unió Soviètica | Gimnàstica | 3  | 1     | 0      | 4     |
| Iuri Titov       | Unió Soviètica | Gimnàstica | 1  | 1     | 2      | 4     |
| Masao Takemoto   | Japó           | Gimnàstica | 0  | 1     | 3      | 4     |
| Murray Rose      | Austràlia      | Natació    | 3  | 0     | 0      | 3     |
| Bobby Joe Morrow | Estats Units   | Atletisme  | 3  | 0     | 0      | 3     |

Categoria femenina
| Nom              | CON            | Disciplina | Or | Plata | Bronze | Total |
| Ágnes Keleti     | Hongria        | Gimnàstica | 4  | 2     | 0      | 6     |
| Larissa Latínina | Unió Soviètica | Gimnàstica | 4  | 1     | 1      | 6     |
| Tamara Manina    | Unió Soviètica | Gimnàstica | 1  | 2     | 1      | 4     |
| Sofia Muràtova   | Unió Soviètica | Gimnàstica | 1  | 0     | 3      | 4     |
| Betty Cuthbert   | Austràlia      | Natació    | 3  | 0     | 0      | 3     |
| Lorraine Crapp   | Austràlia      | Natació    | 2  | 1     | 0      | 3     |
| Dawn Fraser      | Austràlia      | Natació    | 2  | 1     | 0      | 3     |